# Rozpuszczalnik

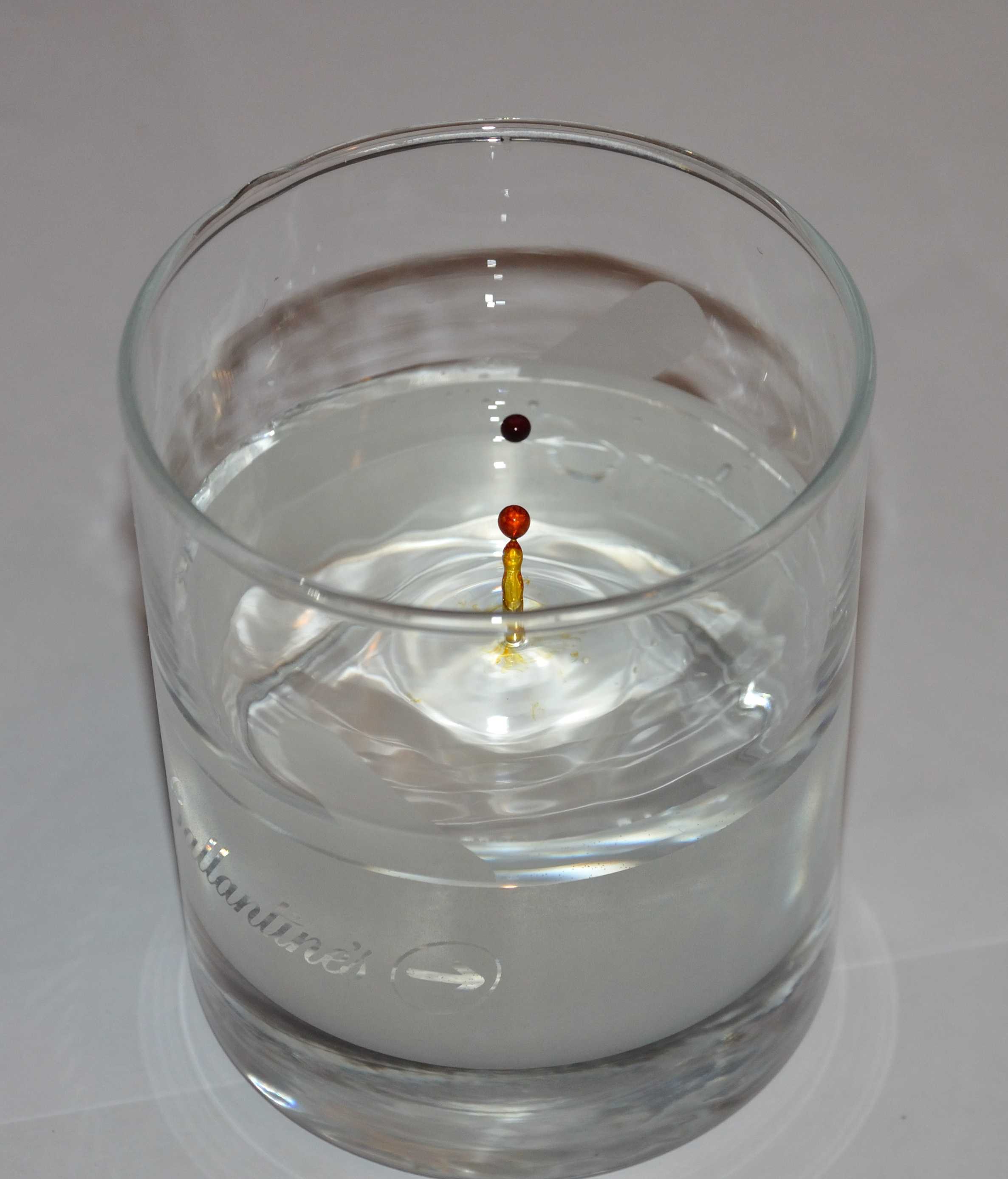
Woda – najbardziej rozpowszechniony na Ziemi rozpuszczalnik

Rozpuszczalnik – ciecz zdolna do tworzenia roztworu po zmieszaniu z ciałem stałym, inną cieczą lub gazem. Najbardziej znanym rozpuszczalnikiem jest woda.
Większość rozpuszczalników to związki chemiczne o małej lepkości i stosunkowo niskiej temperaturze wrzenia. Mała lepkość powoduje, że mogą one dość łatwo penetrować rozpuszczaną substancję, zaś niska temperatura wrzenia umożliwia ich oddestylowywanie i parowanie.
Stężeniem roztworu nazywa się stosunek ilości substancji rozpuszczanej do ilości całego roztworu. W zależności od przyjętego sposobu obliczania tego stosunku rozróżnia się stężenie molowe i stężenie procentowe. Rozpuszczalność z kolei to maksymalne stężenie jakie można uzyskać rozpuszczając związek chemiczny w danym rozpuszczalniku. 

## Zastosowania rozpuszczalników
Rozpuszczalniki stosuje się do:
- przeprowadzania reakcji chemicznych − podstawowym warunkiem dla związku chemicznego pełniącego rolę rozpuszczalnika do reakcji jest jego obojętność chemiczna, czyli niereagowanie z substratami ani produktami reakcji (rozpuszczalniki zwykle wchodzą w swoiste interakcje z rozpuszczonymi związkami, do których należy solwatacja oraz tworzenie z nimi nietrwałych związków kompleksowych lub wiązań wodorowych.
- przeprowadzania ekstrakcji − czyli procesu wymywania określonych związków chemicznych z, na przykład osadów, minerałów, roślin
- rozcieńczania substancji, które użyte w stanie czystym byłyby zbyt agresywne chemicznie
- czyszczenia polegającego na rozpuszczaniu niepożądanych substancji w rozpuszczalniku, a następnie usuwaniu całości mechanicznie.

## Podział rozpuszczalników
Rozpuszczalniki można sklasyfikować do różnych grup ze względu na:
- własności fizyczne

1. niepolarne (apolarne) − mające zerowy albo bardzo mały moment dipolowy
2. polarne − posiadające znaczny elektryczny moment dipolowy

- własności chemiczne

1. protonowe (protyczne) − zawierające w swojej strukturze tak zwane kwaśne protony, które mogą ulec oderwaniu przez cząsteczkę zasady, a także brać udział w tworzeniu wiązań wodorowych. Do rozpuszczalników tego rodzaju zalicza się wodę, alkohole, aldehydy, kwasy (zarówno organiczne kwasy karboksylowe, jak i nieorganiczne kwasy mineralne).
2. aprotonowe (aprotyczne) − nieposiadające w swojej strukturze „kwaśnych” protonów.

Zasadniczo wszystkie rozpuszczalniki protonowe są też polarne, natomiast aprotonowe mogą być zarówno polarne, jak i niepolarne. Daje to razem trzy główne grupy rozpuszczalników: protonowe, aprotonowe polarne i aprotonowe niepolarne.
- budowę chemiczną

1. organiczne(inne języki) − np. ciekłe alkany (np. pentan, heptan, heksan, cykloheksan), areny (benzen, toluen, ksylen), chlorek metylenu, chloroform, etery alifatyczne (zwłaszcza eter dietylowy i THF), alkohole (metanol, etanol, propanol, butanol), estry (np. octan etylu), ketony (głównie aceton), aldehydy (aldehyd mrówkowy, aldehyd octowy), kwasy karboksylowe (zwłaszcza kwas octowy) oraz inne (np. dimetyloformamid, dimetylosulfotlenek, dioksan, disiarczek węgla)
2. nieorganiczne − np. woda, kwas siarkowy, kwas azotowy, kwas fluorowodorowy, ciekły amoniak, ciekły azot, nadkrytyczny dwutlenek węgla.

## Generalne zasady rozpuszczalności
Przewidywanie w jakim rozpuszczalniku może się rozpuszczać określony związek chemiczny są stosunkowo proste, choć czasami zdarzają się tu wyjątki.
Ogólną zasadą jest, że podobne rozpuszcza się w podobnym. Na przykład związek chemiczny, który posiada kwaśny atom wodoru albo dużo grup hydroksylowych będzie się chętniej rozpuszczał w rozpuszczalnikach protonowych niż aprotonowych. Podobnie, związek, który sam posiada duży moment dipolowy, będzie się chętniej rozpuszczał w rozpuszczalnikach polarnych niż apolarnych.
Związki zawierające grupy aromatyczne będą się chętnie rozpuszczać w arenach.
O związkach mających tendencję do rozpuszczania się w rozpuszczalnikach apolarnych mówi się, że mają one własności lipofilowe lub hydrofobowe, zaś o związkach łatwo rozpuszczalnych w polarnych rozpuszczalnikach, że są one lipofobowe lub hydrofilowe. Istnieją też związki, które są z jednej strony lipofilowe, a z drugiej lipofobowe. Nazywa się je związkami amfifilowymi i mają one tendencję do formowania emulsji a nie tzw. roztworów właściwych.

## Lista najbardziej popularnych rozpuszczalników
| Rozpuszczalnik                     | Wzór chemiczny          | Temperatura wrzenia [°C] | Przenikalność elektryczna | Gęstość [g/cm3] |
| ---------------------------------- | ----------------------- | ------------------------ | ------------------------- | --------------- |
| Rozpuszczalniki apolarne           |                         |                          |                           |                 |
| Heksan                             | CH3-CH2-CH2-CH2-CH2-CH3 | 69                       | 2,0                       | 0,655           |
| Benzen                             | C6H6                    | 80                       | 2,3                       | 0,879           |
| Toluen                             | C6H5-CH3                | 111                      | 2,4                       | 0,867           |
| eter dietylowy                     | CH3CH2-O-CH2-CH3        | 35                       | 4,3                       | 0,713           |
| Chloroform                         | CHCl3                   | 61                       | 4,8                       | 1,498           |
| Octan etylu                        | CH3-C(=O)-O-CH2-CH3     | 77                       | 6,0                       | 0,894           |
| Tetrahydrofuran (THF)              | /CH2-CH2-O-CH2-CH2\     | 66                       | 7,5                       | 0,886           |
| Chlorek metylenu                   | CH2Cl2                  | 40                       | 9,1                       | 1,326           |
| Rozpuszczalniki polarne aprotonowe |                         |                          |                           |                 |
| Aceton                             | CH3-C(=O)-CH3           | 56                       | 21                        | 0,786           |
| Acetonitryl (MeCN)                 | CH3-C≡N                 | 82                       | 37                        | 0,786           |
| Dimetyloformamid (DMF)             | H-C(=O)N(CH3)2          | 153                      | 38                        | 0,944           |
| Dimetylosulfotlenek (DMSO)         | CH3-S(=O)-CH3           | 189                      | 47                        | 1,092           |
| Rozpuszczalniki polarne protonowe  |                         |                          |                           |                 |
| Kwas octowy                        | CH3-C(=O)OH             | 118                      | 6,2                       | 1,049           |
| n-Butanol                          | CH3-CH2-CH2-CH2-OH      | 118                      | 18                        | 0,810           |
| Izopropanol                        | CH3-CH(-OH)-CH3         | 82                       | 18                        | 0,785           |
| n-Propanol                         | CH3-CH2-CH2-OH          | 97                       | 20                        | 0,803           |
| Etanol                             | CH3-CH2-OH              | 79                       | 24                        | 0,789           |
| Metanol                            | CH3-OH                  | 65                       | 33                        | 0,791           |
| Kwas mrówkowy                      | H-C(=O)OH               | 100                      | 58                        | 1,21            |
| Woda                               | H-O-H                   | 100                      | 80                        | 0,998           |